# Tournoi des Quatre Nations 2014
Navigation
Édition précédente Édition suivante
Le Tournoi des Quatre Nations 2014 (en anglais Rugby League Four Nations) est la quatrième édition de cette compétition internationale de rugby à XIII. Elle se déroule du 25 octobre au 15 novembre 2014 en Australie et au Nouvelle-Zélande. Les quatre participants sont l’Australie (no 1 mondial), la Nouvelle-Zélande (no 2 mondial), l'Angleterre (no 3 mondial) et les Samoa (no 8 mondial, qualifiés lors du barrage contre les Fidji).
Prenant sa revanche de la précédente finale mais aussi de la finale de la Coupe du monde, la Nouvelle-Zélande crée la surprise en battant en finale l'Australie par 22 à 18.

## Acteurs du Tournoi des Quatre Nations
Quatre sélections participent au Tournoi des Quatre Nations. Trois nations sont automatiquement qualifiées en raison de leur prestige, à savoir l’Australie (no 1 mondial), la Nouvelle-Zélande (no 2 mondial), l'Angleterre (no 3 mondial). La quatrième nation qualifiée se décide entre les Samoa et les Fidji qui doivent passer par une opposition. La précédente édition se déroulant en Europe, cette édition 2014 qualifie une nation du Pacifique. 
La rencontre entre les Samoa et les Fidji est un remake du quart de finale de la Coupe du monde 2013 que les Fidji avait remporté 22-4. Toutefois, au Penrith Stadium, ce sont les Samoa qui se qualifient pour le Tournoi en s'imposant 32-16. Il s'agit de leur première participation à ce tournoi.

## Déroulement de la compétition
Cette compétition se déroule en deux phases : une phase de qualification et une finale. Pendant la phase de qualification, chaque équipe affronte une fois chacun ses trois adversaires. À l'issue de cette phase, les deux premiers s'affrontent en finale.
Le classement final de la phase de qualification semble attester d'un déroulement parfaitement attendu de la compétition : l'Australie et la Nouvelle-Zélande se qualifient pour la finale, l'Angleterre est troisième, et les Samoa finissent à la dernière place avec trois défaites en trois matchs.
Mais, en réalité, la compétition a été loin de se dérouler comme attendu et d'énormes surprises ont été frôlées : 
- la Nouvelle-Zélande a terminé en tête après s'être largement imposée (12-30) en Australie, pourtant grande favorite et récente championne du monde.
- les Samoa, qui ont joué leurs trois matchs à l'extérieur, n'ont perdu respectivement que de 6 points et de 2 points en Angleterre et en Nouvelle-Zélande.
- l'Angleterre, qui a joué ses deux matchs les plus importants à l'extérieur, n'a perdu respectivement que 4 points et de 2 points en Australie et en Nouvelle-Zélande
Si la logique a finalement été globalement respectée, ce ne fut donc que d’extrême justesse.

### Phase de qualification
| Groupe |                  |   |   |   |   |    |    |     |
|        | Équipe           | J | V | N | D | PP | PC | Pts |
| 1      | Nouvelle-Zélande | 3 | 3 | 0 | 0 | 0  | 0  | 6   |
| 2      | Australie        | 3 | 2 | 0 | 1 | 0  | 0  | 4   |
| 3      | Angleterre       | 3 | 1 | 0 | 2 | 0  | 0  | 2   |
| 4      | Samoa            | 3 | 0 | 0 | 3 | 0  | 0  | 0   |

| 25 octobre   | Australie        | 12-30 | Nouvelle-Zélande | Suncorp Stadium, Brisbane         |
| 25 octobre   | Angleterre       | 32-26 | Samoa            | Suncorp Stadium, Brisbane         |
| 1er novembre | Nouvelle-Zélande | 14-12 | Samoa            | Okara Park, Whangarei             |
| 2 novembre   | Australie        | 16-12 | Angleterre       | AAMI Park, Melbourne              |
| 8 novembre   | Nouvelle-Zélande | 16-14 | Angleterre       | Forsyth Barr Stadium, Dunedin     |
| 9 novembre   | Australie        | 44-18 | Samoa            | Wollongong Showground, Wollongong |

### Finale
(mt : 14 - 6)
Homme du match :  Shaun Johnson
Points marqués :
- Nouvelle-Zélande : 4 essais de Vatuvei (35e et 63e), Johnson (23e) et Nightingale (58e) ; 2 transformations de Johnson (25e et 36e) ; 1 pénalité de Johnson (29e).
- Australie : 3 essais de Jennings (23e), Mata'utia (42e) et Hunt (76e) ; 3 transformations de Cameron Smith (23e, 42e et 76e).

Évolution du score : 0-6, 6-6, 8-6, 14-6 (mi-temps), 14-12, 18-12, 22-12, 22-18. 
Arbitre :  Phil Bentham
Spectateurs : 25 183
Composition des équipes :
- Nouvelle-Zélande : Peta Hiku - Jason Nightingale, Shaun Kenny-Dowall, Dean Whare, Manu Vatuvei - Kieran Foran, Shaun Johnson - Jesse Bromwich, Issac Luke, Adam Blair, Simon Mannering (c), Kevin Proctor, Jason Taumalolo - Lewis Brown, Greg Eastwood, Martin Taupau, Tohu Harris - Entraîneur : Stephen Kearney
- Australie : Greg Inglis - Josh Mansour, Michael Jennings, Dylan Walker, Sione Mata'utia - Daly Cherry-Evans, Cooper Cronk - Aaron Woods, Cameron Smith (c), Josh Papalii, Sam Thaiday, Greg Bird, Corey Parker - Boyd Cordner, Ben Hunt, Josh Jackson, David Klemmer - Entraîneur : Tim Sheens